# موسیقی سکولار
موسیقی سکولار (به انگلیسی: Secular music) لفظی است که به موسیقی غیر دینی نسبت می‌دهند. واژه سکولار به معنی جدا از دین است.
در غرب، موسیقی سکولار در دوره قرون وسطی بسط و گسترش پیدا کرد و در رنسانس مورد استفاده قرار گرفت. قدرت قانون‌گذار در آن زمان از طرف کلیسا انتخاب می‌شد و بر تمامی جنبه‌های زندگی مردم از جمله موسیقی احاطه داشت. موسیقی سکولار در آن دوره حاوی مضامین عشقی، رقص، طنز سیاسی و کارهای دراماتیک بود. درام، ریکوردر، نی‌انبان و چنگ سازهایی بودند که برای این منظور استفاده می‌شد که دلیل آن حجم کم و سهولت در حمل و نقل ساز بود.
کلمه‌ها قسمت مهمی از موسیقی سکولار هستند. کلمه‌ها برای بیشتر مردم عادی به موسیقی اضافه شدند تا همگی بتوانند این موسیقی را به راحتی بخوانند. سبک موسیقی بعد از سکولاریزاسیون تغییر کرد. موتت‌ها، برای مثال، از کلیساها خارج شد که بعداً باعث ممنوعیت همسرایی در کلیسا گردید.
موسیقی‌نویسانی مانند یاسکوئن دس پرز موسیقی سکولار و روحانی می‌نوشتند. او در دوران کار خود ۸۶ قطعه موفق سکولار و ۱۱۹ قطعه روحانی نوشت.